# 그래픽스 코어 넥스트
그래픽스 코어 넥스트(Graphics Core Next, GCN)는 명령어 집합뿐 아니라 일련의 마이크로아키텍처를 위한 코드명이다. 테라스케일 마이크로아키텍처/명령어 집합의 후계자로서 GCN은 AMD에 의해 개발되었다. OCN을 기능하는 최초의 제품은 2011년에 런칭하였다.
GCN은 HD 7700-7900, HD 8000, Rx 240-290, Rx 300 RX400 시리즈의 AMD 그래픽 카드의 28 nm의 그래픽 칩에 사용된다. 또, GCN은 "Temash", "Kabini", "Kaveri", "Carrizo", "Beema", "Mullins",라는 코드명의 AMD 가속 처리 장치와 리버풀 (플레이스테이션 4), AMD Durango (엑스박스 원)에도 사용된다.
GCN은 RISC SIMD (SIMT가 아닌) 마이크로아키텍처이며, 이는 테라스케일의 VLIW SIMD 아키텍처와 대조된다. GCN은 테라스케일 보다 상당히 더 많은 트랜지스터를 요구하지만 GPGPU 연산의 여러 장점을 제공한다. 컴파일러를 단순하게 하며, GCN은 하이퍼Z를 구현한다.

## 명령어 집합
x86-64 명령어 집합뿐 아니라 GCN의 명령어 집합은 AMD가 소유하고 있다. GCN의 명령어 집합은 GPU와 GPGPU에 특정하여 개발되고 있으므로 나눗셈을 위한 마이크로 조작은 존재하지 않는다.
문서는 다음 장소에서 이용이 가능하다:
- 문서: Graphics Core Next instruction set: http://developer.amd.com/wordpress/media/2012/12/AMD_Southern_Islands_Instruction_Set_Architecture.pdf
- 문서: GCN 2nd generation instruction set: http://developer.amd.com/wordpress/media/2013/07/AMD_Sea_Islands_Instruction_Set_Architecture.pdf
- 문서: GCN 3rd generation instruction set: https://web.archive.org/web/20160323053809/http://amd-dev.wpengine.netdna-cdn.com/wordpress/media/2013/07/AMD_GCN3_Instruction_Set_Architecture.pdf
- 문서: GCN 4th generation instruction set: AMD에 의해 제공 예정임

## 같이 보기
- AMD 그래픽 처리 장치 목록